# Abrachi
Abrachi (græsk) er en medfødt misdannelse, hvor armene helt eller delvis mangler. Årsagen til denne misdannelse kan i de fleste tilfælde ikke påvises; men undertiden opstår abrachi uden tvivl derved, at strengdannelser i fosterhinderne eller selve navlestrengen har slynget sig så fast om vedkommende legemsdel, at den ikke har kunnet udvikle sig normalt, ja undertiden ligefrem "amputeres" ved denne omsnøring.
| Sygdom | Spire Denne artikel om sygdom er en spire som bør udbygges. Du er velkommen til at hjælpe Wikipedia ved at udvide den. |